# آدریان کاری
 آدریان کاری (انگلیسی: Adrianne Curry؛ زادهٔ ۶ اوت ۱۹۸۲) یک مدل، و هنرپیشه اهل ایالات متحده آمریکا است.